# Marguerite-Marie Dubois
Pour les articles homonymes, voir Dubois.
Ne doit pas être confondu avec Marie Dubois.
Marguerite-Marie Dubois (née le 5 avril 1915 à Limoges et morte le 29 mars 2011 à Paris 15e), est une philologue et angliciste française.
Première femme enseignante à l'Institut d'anglais, elle a effectué toute sa carrière universitaire à la Sorbonne (Paris IV - Sorbonne).
En parallèle de son activité d'enseignement, elle écrit sous le pseudonyme de Paule de Gimazane, elle publie des romans et est rédactrice en chef de la revue d'art Septimanie avant la Seconde Guerre mondiale.
Enseignant-chercheur, théologienne, historienne, grammairienne, lexicographe, romancière, nouvelliste et poète, elle est l'auteur de nombreux ouvrages et articles. Sa connaissance approfondie de l'anglais médiéval, celle de nombreuses langues rares ou éteintes, tel que le hittite, le gotique, voire dans une certaine mesure le tokharien, font d'elle une philologue éminente, et surtout une grammairienne et une lexicographe de la langue anglaise faisant référence.

## Biographie

### Enfance et formation
Née à Limoges, Marguerite-Marie Dubois est d'abord scolarisée à domicile (Vitry-sur-Seine). Elle poursuit sa scolarité au Cours Desir, institution qu'a fréquentée Simone de Beauvoir,, et elle réussit au Baccalauréat première partie en 1930 à l'âge de 15 ans. Après une interruption due à des problèmes de santé (en 1918, elle a contracté la grippe espagnole qui lui a laissé des séquelles douloureuses à vie), elle réussit à la seconde partie en 1932. Ses études supérieures la conduisent à l'Université de Paris, Institut Catholique et Sorbonne où elle s'inscrit en Faculté d'anglais, et au Collège de France.

### Études supérieures
Après sa licence d'anglais (1937) et son D.E.S. (Diplôme d'études supérieures) (1938) portant sur La Langue et le style dans les Homélies d'Ælfric, elle s'inscrit au Doctorat d'État, à la demande et sous la direction du Professeur René Huchon, premier spécialiste de l'anglais médiéval en France, qui l'avait choisie comme successeur. Après la mort tragique de son directeur, les professeurs Floris Delattre et Louis Cazamian la conduisent à une soutenance de thèses qui se déroule dans une ambiance mémorable. Le titre de docteur ès lettres lui est décerné en 1943 après la soutenance de sa thèse principale Ælfric, sermonnaire, docteur et grammairien (Paris, éd. Droz, 1942, 419 pages), couronnée par l'Académie française, et sa thèse secondaire Les éléments latins dans la poésie religieuse de Cynewulf (Paris, éd. Droz, 1942, 222 pages), récompensée par le prix Darracq,. À l'Institut Catholique, M.-M. Dubois, étudiante en littérature française et en théologie, a été l'élève de Mgr Jean Calvet, alors doyen de la Faculté des Lettres. Elle entretient par la suite avec lui des relations amicales. Elle a également bien connu le cardinal Alfred Baudrillart.

### Carrière universitaire

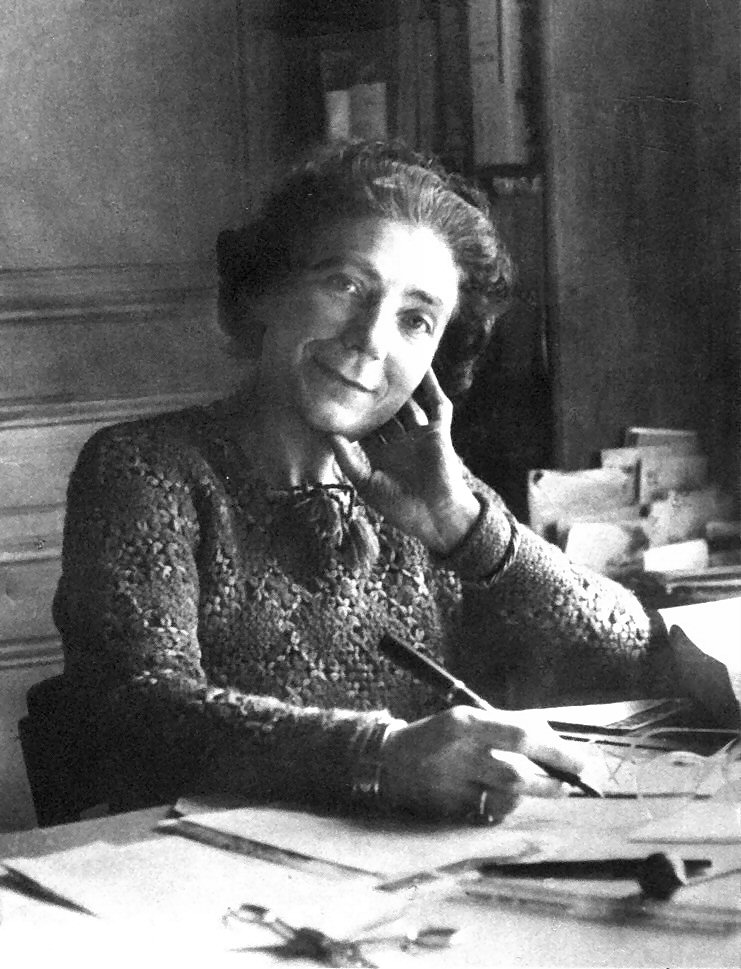
Marguerite-Marie Dubois en 1965.

Sa carrière universitaire s'est entièrement déroulée à la Sorbonne où elle est d'abord Chargée de conférences de philologie anglaise (Licence, Diplôme d'Études Supérieures (DES), aujourd'hui Maîtrise), enseignement qu'elle assure de 1941 à 1956. De 1953 à 1966, elle est nommée Chargée de conférences aux cinq Écoles normales supérieures. En 1955, elle devient Chef de travaux de philologie anglaise, puis Maître de conférences de littérature et civilisation médiévales anglaises en 1969. En 1970, elle est nommée Professeur de littérature et civilisation médiévales. Lors de son départ à la retraite en 1983, elle reçoit le titre de Professeur émérite
Marguerite-Marie Dubois a elle-même fait la synthèse de son enseignement dans un document datant du 1er mars 2010 dont voici les principaux extraits :
« Dès mon premier cours à la Sorbonne, le 3 janvier 1941, j'ai parlé de René Huchon. J'ai attiré l'attention des étudiants sur la valeur scientifique et spirituelle de ce professeur qui était un modèle de rigueur intellectuelle et morale, ainsi que de patriotisme.
J'ai exposé ensuite ce que j'attendais de mes auditeurs et ce que je leur apporterai. J'ai défini - comme l'avait toujours fait mon maître et selon sa méthode - la linguistique historique, en tant qu'étude diachronique de la langue dans son principe, sa forme, son architecture fondamentale, mais aussi dans son évolution, son « grandissement », pour ainsi dire, au cours des âges, depuis l'indo-européen reconstitué jusqu'à l'anglais moderne.
J'ai ajouté, exposant mon propre point de vue, que nous ferions de la philologie, au sens total du terme, c'est-à-dire que nous aborderions la stylistique, l'histoire, la littérature, la poétique, la philosophie, bref : un savoir encyclopédique qui constitue, pour ainsi dire, les humanités de l'anglais. Notre but, en étudiant les racines des langues germaniques et indo-européennes, serait de connaître l'âme, l'histoire, la civilisation de ces peuples disparus qui survivent dans la civilisation, l'histoire, l'âme de l'Angleterre moderne.
Trois ans plus tard, mes cours, déjà très personnels, s'étaient éloignés du type d'enseignement qui caractérisait la méthode de René Huchon. Je variais sans cesse les exemples, j'ajoutais des exceptions frappantes aux règles jadis incontestées, je condensais les informations au gré de mon esprit de synthèse ; ou bien j'élargissais le domaine, passant de l'étude du langage à l'apport de la création littéraire, et même à l'influence de la psychologie ou de la théologie pour expliquer certains phénomènes.
Presque vingt ans plus tard, dans le courant de 1969, on évoqua au Conseil de notre Institut l'ouverture d'une nouvelle chaire d'études linguistiques, et voilà que brusquement je fus confrontée à une situation hors du commun. Au cours de l'entretien qu'il avait sollicité à mon domicile, le candidat favori, Jean-Robert Simon, m'annonça clairement qu'il renoncerait à être nommé à la Sorbonne s'il devait y enseigner autre chose que le vieil- et le moyen-anglais, tant il redoutait d'affronter une branche différente. Et il me demanda, comme une faveur sine qua non, de lui abandonner ma propre spécialité, c'est-à-dire la langue médiévale. Curieusement, son nom m'était connu depuis 1949. Le professeur Floris Delattre m'avait parlé de lui, de ses orientations médiévales, de ses aspirations à une carrière de philologue, et aussi de certains aspects de sa vie intérieure dont j'avais gardé mémoire. Il avait évoqué la valeur intellectuelle et morale de ce jeune homme probe, discret, modeste, plutôt timide. Son discours était honnête, clair, sobre, définitif et concluant. Il ajouta que ma réponse, si elle était négative, lui fermerait à tout jamais l'accès à une chaire parisienne en dépit de ses mérites. Sur le coup, je fus interloquée par cette audacieuse requête, mais il me donna des raisons graves qui justifiaient son attitude et il avança une proposition, à laquelle il avait dû longuement réfléchir :
- Vous pourriez fonder un enseignement nouveau : celui de la littérature et de la civilisation du Moyen Âge anglais.
J'objectai pourtant :
- Un tel changement me serait des plus pénibles. Je tiens à cette matière que m'a transmise René Huchon et dont j'ai assuré la survie. De plus, la création de cette nouvelle U.V. exigerait un énorme travail, et encore faudrait-il que les autorités donnent leur aval ! On cherche plutôt à recruter des linguistes. Je ne voudrais pas me retrouver tout à coup dépossédée et totalement exclue de mon  domaine.
Il m'affirma qu'il avait pris des contacts et qu'il était convaincu de l'accord unanime du Conseil de notre U.E.R., Conseil où je siégeais déjà, ainsi qu'au C.C.U., privilèges qui me permettraient d'exposer et de défendre mon point de vue. Il se montra tellement pressant que j'éprouvais à son égard une sorte de pitié, au sens positif, remplie d'indulgence mais dépourvue de commisération. Cet homme, humble et franc, m'attendrissait. Après m'être assurée de l'appui général, je cédai. Par charité pure, je remis donc entre les mains de Jean-Robert Simon - un inconnu -  l'enseignement que mon maître Huchon avait jadis choisi pour moi, l'objet d'une vocation, suscitée mais consentie, à laquelle, depuis 28 ans, j'avais donné toutes mes forces dans un total enthousiasme.
En silence, je me suis tournée vers les nouvelles perspectives qui s'offraient. D'une part, j'allais envisager l'aspect littéraire de la production médiévale dans son ensemble, et non plus réduit à de courts exposés avant l'étude de chaque texte - chose facile car j'avais publié, en 1962 aux PUF, une Littérature anglaise du Moyen Âge (500-1500), base solide et vaste. D'autre part, je révèlerais l'aspect civilisationniste du Ve siècle au XVe siècle, immense champ d'action peu défriché, qui demanderait un labeur considérable à travers les mutations de la politique et des mœurs en terre britannique. Que de minutieuses recherches dans une foule de directions : institutions éducatives, histoire civile, juridique et religieuse, archéologie, géographie, agriculture, industrie, économie, arts et métiers, etc. Source inépuisable de découvertes et d'intérêts ! Je n'ai jamais regretté d'avoir exploré ce riche terrain, quasi inexploité en France, et de l'avoir mis à la portée de tous, soit par des cours dialogués entre mon assistante Yvonne Bridier et moi, soit par l'utilisation des moyens audio-visuels récents, permettant la projection de cartes, enluminures, manuscrits. Il suffit de constater que, de nos jours, la plupart des sujets de thèse concernent des aspects civilisationnistes et que trop rares sont les choix individuels de recherche linguistique. Le Moyen Âge anglais actuel subsiste surtout grâce à son visage socio-culturel, c'est-à-dire grâce à la fondation forcée en 1969 de cette U.V. inattendue.
Mais, en 1974, survint le drame : Jean-Robert Simon décédait subitement. Vide douloureux, qu'il fallait bien tenter de réparer : le Conseil de l'U.E.R., unanime, me pria alors d'assumer les deux enseignements. C'est ainsi que je devins, seule, professeur de langue, littérature et civilisation du Moyen Âge anglais ».

### Portrait d'après Jean-Pierre Mouchon

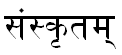
« Sanscrit ».

Grande figure des études médiévales anglaises en France, Marguerite-Marie Dubois arrive à la Sorbonne en 1941. Elle est responsable de la préparation du certificat de philologie anglaise. Elle doit lutter pour organiser la section de philologie et d'anglais médiéval ou vieil-anglais, au lendemain de la mort de René Huchon. De 1941 à 1983, elle assure ses cours à la Sorbonne et les différentes ENS, et est la présidente-fondatrice du Centre d'études médiévales anglaises (CEMA). Ses connaissances multiples, (latin, grec, sanskrit, hittite, gotique, scandinave, vieux-haut-allemand, anglais ancien et contemporain, italien, un peu de tokharien et de tzigane), lui permettent d'aborder des sujets très divers peu ou point enseignés à l'époque. En cela, elle fait figure de pionnière.
La Grammaire complète de la langue anglaise, écrite en collaboration avec Charles Cestre (Larousse, 1949) est, pendant des décennies, un instrument de travail pour les élèves des lycées et des collèges, et aussi pour les étudiants préparant le certificat de philologie anglaise et les concours d'enseignement, CAPES et Agrégation. Ouvrage de référence, riche en exemples, elle apporte une réponse à la plupart des problèmes grammaticaux. De plus, elle éclaire la langue contemporaine par l'évocation de ses origines et de son histoire.
C’est surtout en tant que lexicographe que Marguerite-Marie Dubois donne toute sa mesure. Ses dictionnaires bilingues, préparés avec toute une équipe de collaborateurs britanniques et américains (dont Barbara Shuey) remplacent nombre de dictionnaires obsolètes parfois parus avant la Seconde Guerre mondiale et même au XIXe siècle (dictionnaires bilingues d'Alfred Elwall). Les niveaux de langage y sont indiqués, les différentes nuances observées, les locutions abondent et les traductions se caractérisent par leur précision. Le Dictionnaire français-anglais de locutions et expressions verbales (Larousse, 1973) s’attache aux syntagmes, c’est-à-dire aux expressions globales,. Ce principe est ensuite adopté et adapté par les dictionnaires d’anglais de Françoise Dubois-Charlier, publiés également chez Larousse, et bien plus tard par Valérie Katzaros
D'autre part, dans sa jeunesse, Marguerite-Marie Dubois, romancière, poète et théologienne, a abordé le chant lyrique avec sa voix de soprano dramatique,.

### Mort
Elle meurt en 2011 dans 15e arrondissement de Paris.

## Travaux

### Activités administratives
- Ancien membre du Comité national des universités (CNU).
- Présidente-fondatrice de l'Association des maîtres-assistants et chefs de travaux (AMACT, Paris IV).
- Fondatrice du Centre d’études médiévales anglaises (CEMA, Paris IV).
- Cofondatrice, avec Jean Simon, de l'Association des médiévistes-anglicistes de l'enseignement supérieur (AMAES).
- Vice-présidente, puis vice-présidente honoraire de Terra Beata, Société historique et littéraire, fondée à Marseille par Jean-Pierre Mouchon en 1999.

### Distinctions honorifiques

Ruban d'Officier d'Académie.

- Officier de l'Ordre des Palmes académiques (juillet 1968)
- Membre de l'Académie italienne des Lettres et Arts,
- Commandeur académique du Verbano (Italie, janvier 1999).

### Organisation du congrès de Luxeuil

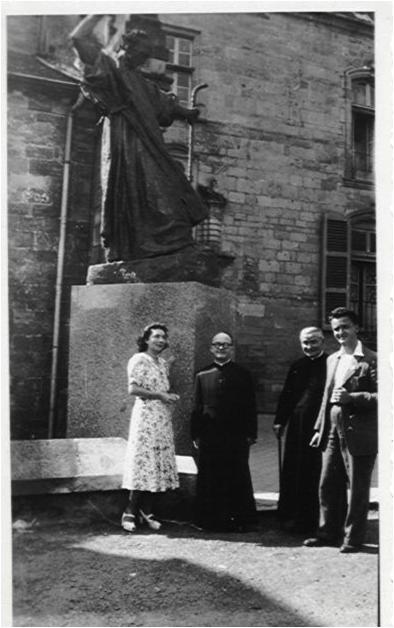
M.-M. Dubois devant la statue de Colomban à Luxeuil.

À la demande de Robert Schuman, alors ministre des Affaires étrangères, Marguerite-Marie Dubois, alors chargée de conférences à la Sorbonne, organise, avec l'aide des services de Jean Monnet et de la présidence du Conseil (Georges Bidault), le congrès international de saint Colomban à Luxeuil-les-Bains du 20 au 23 juillet 1950.
Ce congrès est un paravent pour permettre aux dirigeants de huit états (France, Royaume-Uni, Italie, Irlande, Autriche, Luxembourg, Suisse, Vatican), omettant volontairement la Grande-Bretagne et l'Allemagne, de se réunir afin de discuter entre eux des prémices d'un projet européen. Parmi les émissaires figurent Angelo Roncalli futur pape Jean XXIII, le vice-président de l'OECE Seán MacBride pour l'Irlande, le délégué de l'ambassade américaine à Paris John Brown, alors qu'Alcide De Gasperi a délégué un de ses proches, Mario Mozzi,. À l'occasion de ce congrès, Marguerite-Marie Dubois écrit une vie de saint Colomban. C'est elle qui élabore les actes du congrès et compose un « Mystère » en vers joué lors des célébrations au théâtre de verdure. Les entretiens politiques, tenus sous le couvert de ce congrès international religieux, avec des cérémonies liturgiques et des divertissements, sont restés totalement secrets pendant plus d’un demi-siècle.
Précédant d'un an la Déclaration du 9 mai 1950 de Robert Schuman, les entretiens de Luxeuil ont pu servir à créer un climat favorable et une complicité pour les négociations qui amèneront à fonder la CECA le 18 avril 1951.
Ces préparatifs et l'analyse des entretiens figurent ci-après (boîte déroulante) dans l'interview accordée par Marguerite-Marie Dubois à Boris Colling en 2009 et publiée avec leur aimable autorisation.

### Les entretiens de Luxeuil

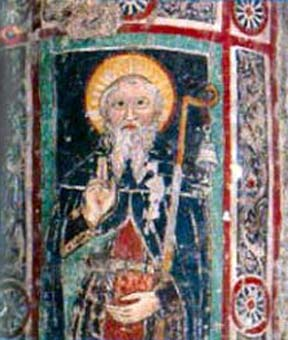
Saint Colomban, cathédrale de Brugnato.

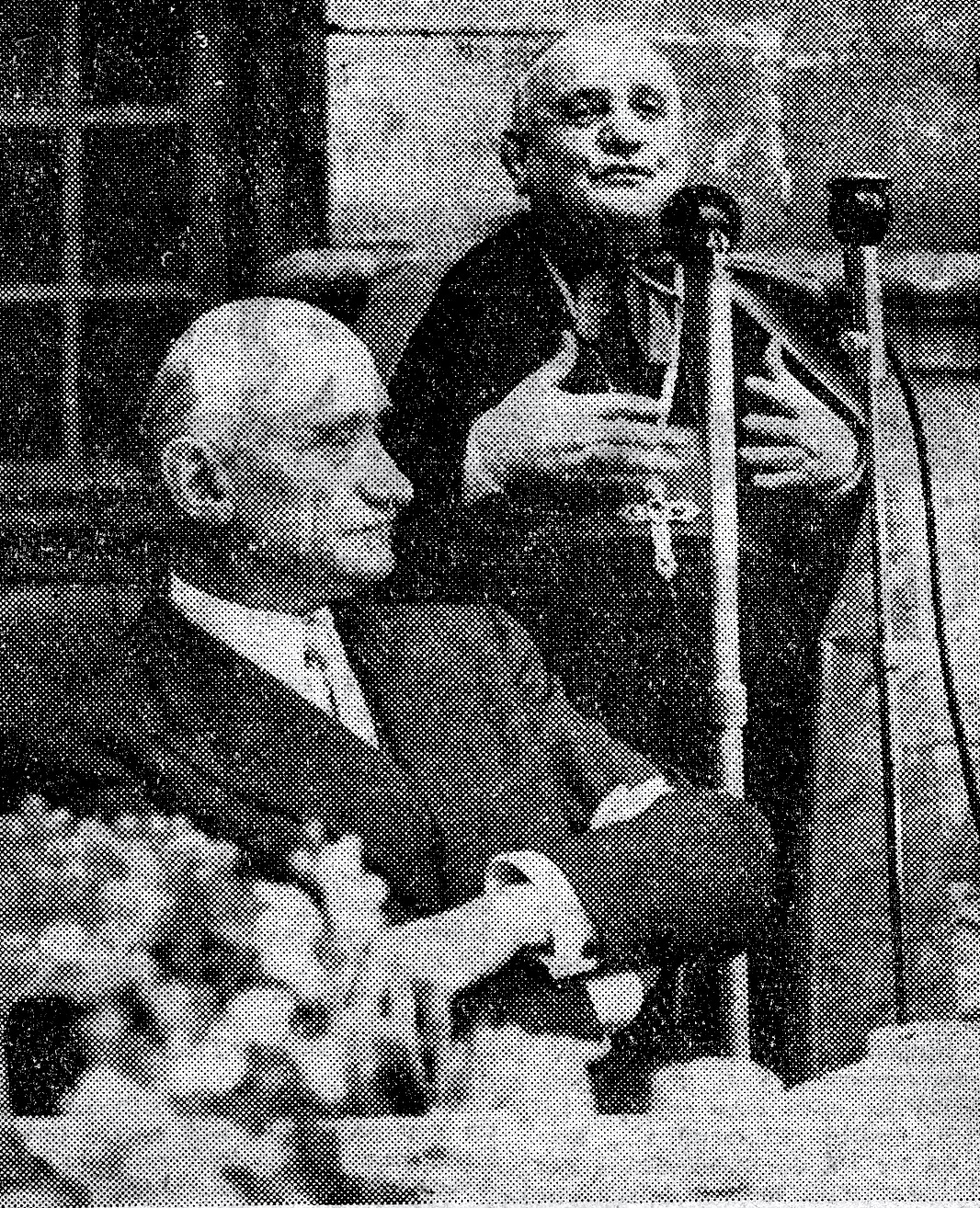
Mgr Angelo Roncalli, nonce apostolique, futur Jean XXIII, prononçant son allocution aux côtés de Robert Schuman lors du banquet de clôture du congrès de Luxeuil.